# Espiral de Fermat

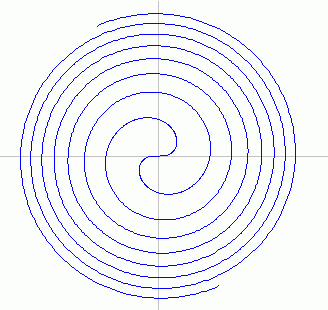
Espiral de Fermat.

Espiral de Fermat é designação pela qual são conhecidas as espirais parabólicas, uma família de curvas que pode ser gerada usando a equação polar: {\displaystyle r^{2}=a^{2}\theta }. O nome homenageia Pierre de Fermat, que descreveu estas curvas em 1636, quando tinha apenas 25 anos de idade.

## Descrição
As espirais de Fermat são espirais parabólicas que num sistema de coordenadas polares (r, θ) seguem a seguinte equação geral:
{\displaystyle r=\pm \theta ^{1/2}\,}
ou seja, no caso geral, r 2 = a 2θ, o que faz destas curvas um tipo específico de espiral de Arquimedes.
As espirais de Fermat estão na base de diversos modelos matemáticos utilizados para descrever a filotaxia de diversos tipos de plantas, com destaque para a disposição das flores em inflorescências e das sementes em discos resultantes da maturação de inflorescências em capítulo.
O caso mais comum em filotaxia é a disposição das flores no capítulo das plantas pertencentes à família das Asteraceae, entre as quais o girassol e o malmequer, na qual as flores, e quando maduros, as sementes, formam espirais que se enquadram na família das espirais de Fermat.
Essa particular distribuição espacial dos elementos constituintes da inflorescência resulta na formação de uma rede de espirais cuja dimensão é governada por uma sequência de Fibonacci porque a sua divergência (ângulo de sucessão num arranjo em espiral simples) está próximo da proporção áurea. Nessas estruturas, a forma das espirais depende do crescimento de elementos gerados sequencialmente.
Na filotaxia de capítulos maduros, nos quais todos os elementos (sementes) têm a mesma dimensão, a forma das espirais segue o padrão de uma espiral de Fermat ideal. Aquele padrão é consequência de numa espiral de Fermat a curva atravessar em cada volta uma coroa circular cujo raio está relacionado com as anteriores por um número de Fibonacci. O modelo proposto por H Vogel em 1979 é o seguinte:
{\displaystyle r=c{\sqrt {n}},}
{\displaystyle \theta =n\times 137.508^{\circ },}
onde θ é o ângulo, r é o raio, ou seja a distância do centro, e n é o índice (número) do elemento da inflorescência e c é um factor de escala constante. O ângulo 137,508° é uma proporção áurea que é aproximada pela razão entre os membros sucessivos de uma sequência de Fibonacci.